# Patientskadelagen
Patientskadelagen (1996:799) innehåller bestämmelser om rätt till patientskadeersättning och om skyldighet för vårdgivare att ha en patientförsäkring.
Ersättning lämnas för personskada om det föreligger övervägande sannolikhet för att skadan är orsakad av
- undersökning, vård eller behandling om skadan kunnat undvikas genom ett annat utförande av det valda förfarandet eller genom att ett annat mindre riskfyllt, tillgängligt förfarande valts

- fel hos den medicintekniska produkt eller sjukvårdsutrustning, som använts, eller felaktig hantering därav

- felaktig diagnostik

- överföring av smittämne, som lett till infektion

- olycksfall i samband med undersökning, vård eller behandling, under sjuktransport, i samband med brand eller annan skada på vårdlokaler eller utrustning

- förordnande eller utlämnande av mediciner i strid med föreskrifter eller anvisningar

Patientskadeersättning lämnas inte om 
- skadan är en följd av ett nödvändigt förfarande för diagnostik eller behandling av en sjukdom eller skada, som utan behandling är livshotande eller leder till svår invaliditet

- skadan orsakas av läkemedel som har förordnats eller lämnats ut enligt föreskrifter eller anvisningar

I lagen finns också bestämmelser om hur ersättningen bestäms, vårdgivarens försäkringsskyldighet, förening för försäkringsgivare, försäkringsavgift, patientskadenämnd, skadestånd, återkrav och preskription.